# Georg Hesler
Georg Hesler (Wurzburgo, 1427 - Melk, 21 de septiembre de 1482) fue un eclesiástico alemán, obispo y cardenal. 

## Biografía
Georg Hesler nació en 1427 en Baviera (en aquella época parte del Sacro Imperio Romano Germánico), según algunos autores en una familia humilde, o según otros, de noble linaje.
Tras su paso por la Universidad de Viena viajó a Italia, donde fue protonotario apostólico y  capellán del Palacio Apostólico.  De regreso en Alemania fue secretario y consejero del emperador Federico III y su embajador a la corte de Luis XI de Francia.  
Fue nombrado canónigo de la catedral de Colonia y obispo de Wurzburgo, aunque no pudo tomar posesión de la diócesis por la oposición del cabildo.
Sixto IV le creó cardenal en el consistorio de 1477 con título de Santa Lucía en Silice.  En enero de 1478 llegó a Roma para la toma de posesión.
Dos años después el mismo papa le nombró obispo de Passau con la aprobación del emperador, pero el cabildo había elegido ya para el cargo a Friedrich Mauerkircher, y Hesler no pudo tomar posesión de la diócesis hasta que el pleito se resolvió en agosto de 1482.
Muerto en septiembre de 1482 a la altura de Melk mientras viajaba en barco por el Danubio, fue sepultado en la iglesia de Santa María ad Ripas de Viena.